# 庫利基 (蘇梅區)
50°37′53″N 34°24′57″E / 50.63139°N 34.41583°E
庫利基（烏克蘭語：Кулики）是位於烏克蘭東北部的村莊，由蘇梅州蘇梅區的列别金市镇負責管轄。該村處於普肖爾河左岸，分別距離托卡里5.5公里和巴拉巴希夫卡8公里，海拔高度124米，2001年人口57。